# Liudmila Kalinchyk
Liudmila Gueorguieuna Kalinchyk (en bielorruso: Людміла Георгіеўна Калінчык; Borísov, URSS, 23 de julio de 1982) es una deportista bielorrusa que compitió en biatlón.
Ganó dos medallas en el Campeonato Mundial de Biatlón, plata en 2008 y bronce en 2011.
Participó en dos Juegos Olímpicos de Invierno, ocupando el séptimo lugar en Vancouver 2010 y el cuarto en Sochi 2014, en la prueba de relevo.

## Palmarés internacional
| Campeonato Mundial | Campeonato Mundial    | Campeonato Mundial | Campeonato Mundial |
| Año                | Lugar                 | Medalla            | Prueba             |
| ------------------ | --------------------- | ------------------ | ------------------ |
| 2008               | Östersund (Suecia)    | Medalla de plata   | Relevo mixto       |
| 2011               | Janty-Mansisk (Rusia) | Medalla de bronce  | Relevo             |